# جبال الألب بينيني
جبال الألب بينيني سلسلة جبلية تقع في الجزء الغربي من جبال الألب. تقع في سويسرا (فالايس) وفي إيطاليا (بييمونتي وفالي دا أوستا).

## معرض صور

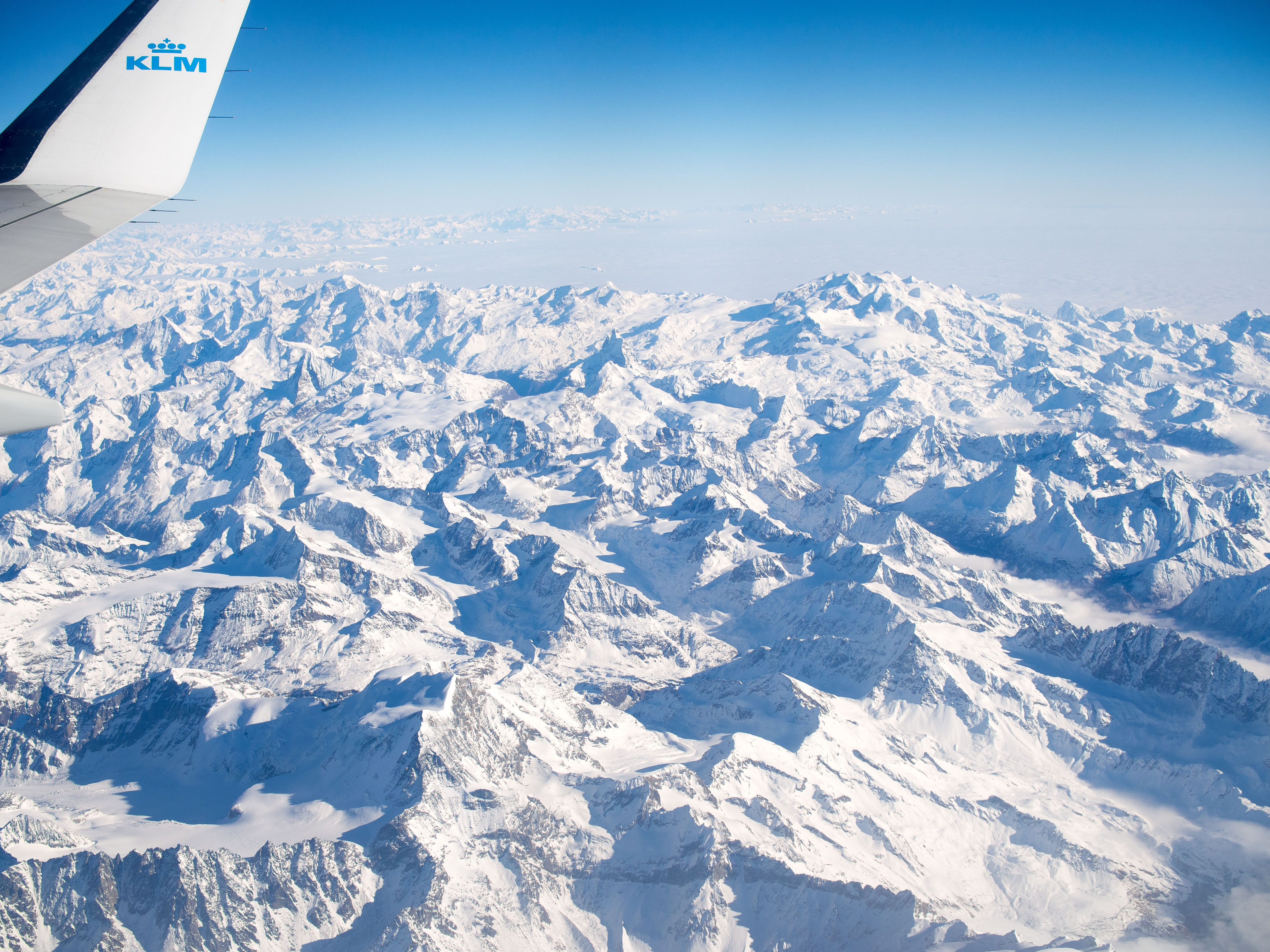
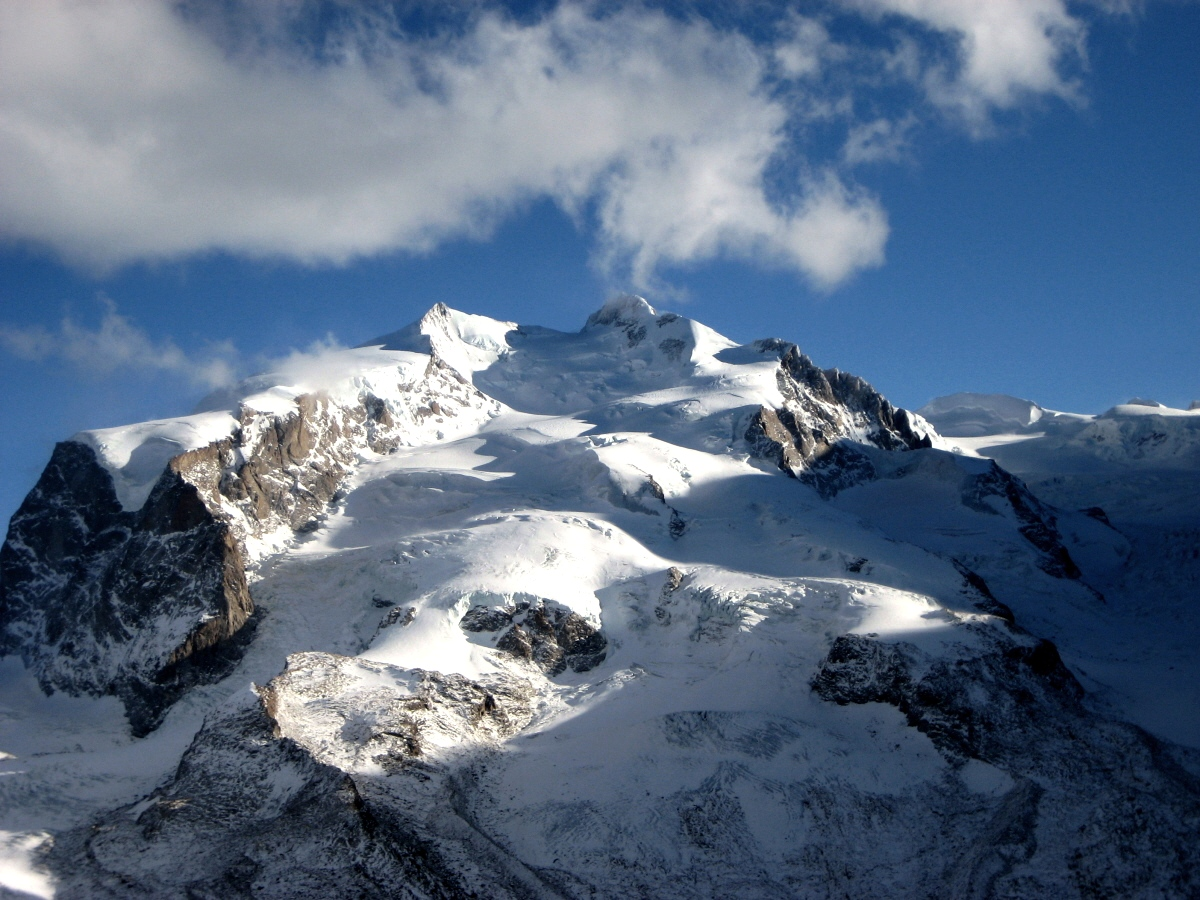
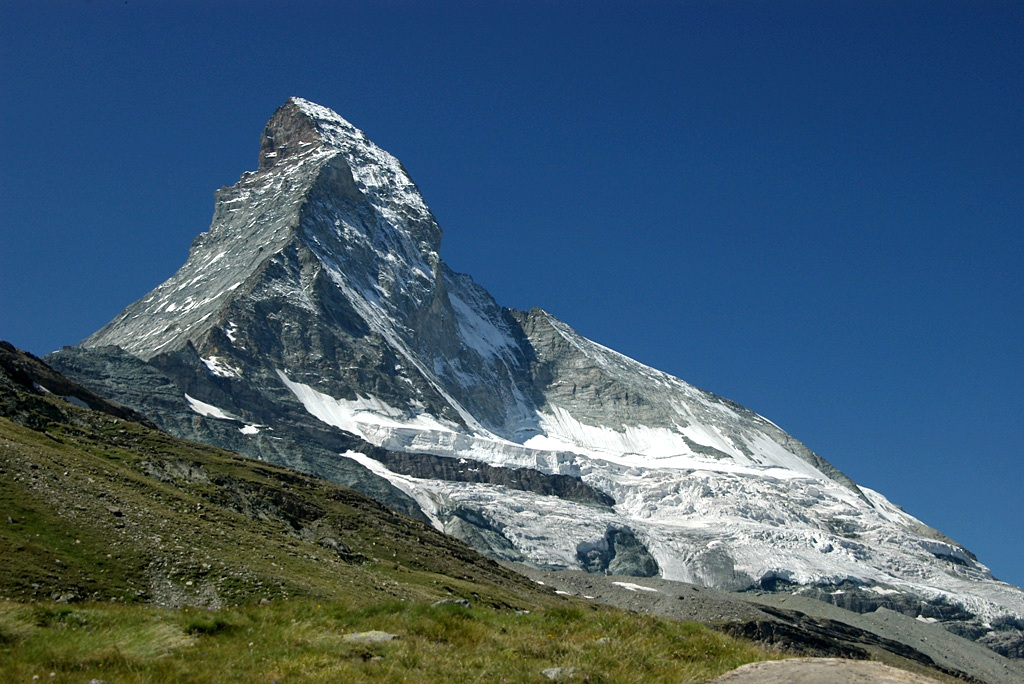